# ニンテンドーDSiサウンド
『ニンテンドーDSiサウンド』（ニンテンドーディーエスアイサウンド）は、任天堂が販売している携帯型ゲーム機、ニンテンドーDSiに搭載されている、ニンテンドーDSi本体内蔵のマイクや、SDカードに保存されているAAC形式の音声ファイルを再生できるソフトウェアである。

## 概要
2つのモードがある。
- マイクで録音してあそぶ
  - 本体のマイクに音声を録音して遊ぶ。SDカードがなくても遊べる。
  - 録音は最大10秒、最大18件の音声を保存できる。
  - 一部のニンテンドーDSiウェアでは、ここで録音した音声を使うことができる（例: 目覚ましの音声にする、うごくメモ帳の音声データとして貼り付ける）。
- SDカードの音楽であそぶ
  - SDカードにAAC形式の音楽ファイルをコピーすると遊べるようになる。
  - 上画面には、曲に追加されているID3タグを表示することができる。表示されるのは、曲名、アーティスト名、アルバム名、年、トラック番号である。
  - AAC以外の音声ファイルは再生できない（MP3などは再生できない）。